# ハイポノーマル作用素
数学の、特に作用素論の分野におけるハイポノーマル作用素（ハイポノーマルさようそ、英: hyponormal operator; 劣正規作用素）とは、正規作用素のある一般化である。一般に、ある複素ヒルベルト空間上の線型作用素 T が p-ハイポノーマル（{\displaystyle 0<p\leq 1}）であるとは、
{\displaystyle (T^{*}T)^{p}\geq (TT^{*})^{p}}
が成り立つことを言う。すなわち、{\displaystyle (T^{*}T)^{p}-(TT^{*})^{p}} が正作用素であることを言う。{\displaystyle p=1} なら、T はハイポノーマル作用素と呼ばれる。{\displaystyle p=1/2} なら、T は半ハイポノーマル作用素と呼ばれる。さらに、T が log-ハイポノーマルであるとは、それが可逆で
{\displaystyle \log(T^{*}T)\geq \log(TT^{*})}
を満たすことを言う。可逆な p-ハイポノーマル作用素は log-ハイポノーマルである。一方、すべての log-ハイポノーマル作用素が p-ハイポノーマルであるという訳ではない。
半ハイポノーマル作用素の類は Xia によって導入され、p-ハイポノーマル作用素の類はアルスゲ（Aluthge）によって研究された。アルスゲの使用した手法は今日、アルスゲ変換と呼ばれている。
すべての部分正規作用素（特に、正規作用素）はハイポノーマルであり、すべてのハイポノーマル作用素はパラノーマルな凸型作用素である。しかしすべてのパラノーマル作用素がハイポノーマルであるという訳ではない。